# درپ
درپ (به انگلیسی: TheWrap) وب‌گاه سرگرمی و اخبار رسانه است که در سال ۲۰۰۹ توسط شارون وکس‌من افتتاح و تا به امروز توسط کمپانی درپ نیوز منتشر می‌شود. این وب‌گاه مسائل مرتبط با صنعت سرگرمی و رسانه را پوشش می‌دهد و دفتر مرکزی آن در سانتا مونیکا، کالیفرنیا، و هیئت تحریریه دیگر آن در شهر نیویورک است.